# Łobzówek
Łobzówek (niem.: Labes B) – północno-wschodnia część miasta Łobez (województwo zachodniopomorskie). Niegdyś należał on administracyjnie do powiatu Regenwalde (reskiego). Obecnie nazwę Łobzówek nosi jedna ulica w mieście.